# Hackerspace Rancho Electrónico
El Hackerspace Rancho Electrónico es un hackerspace en la Ciudad de México donde hackers, hacktivistas, usuarios y usuarias de software libre se reúnen para experimentar con diversas tecnologías y compartir conocimiento ya sea acerca de software libre o no. El Rancho Electrónico ha recibido reconocimientos por su trabajo en privacidad y seguridad digital.  No es una ONG. 

## Hackerspace
Ubicado en la colonia Obrera una céntrica y popular colonia de la Ciudad de México, se encuentra un laboratorio hacker autogestivo fundado en 2013 que tiene como objetivos la construcción horizontal del conocimiento, fomentando la participación solidaria. Empleando las tecnologías libres para tener impacto social y político. El Rancho Electrónico subsiste gracias al principio de la colaboración colaborativa, en la que sus integrantes aportan económicamente, en especie o con trabajo para mantener la continuidad del proyecto.

## Actividades
En las instalaciones del Rancho Electrónico se llevan a cabo talleres sobre programación, radiodifusión, cocina vegana, música, diseño gráfico, Linux, derechos humanos, yoga, drones, mantenimiento de computadoras y baile.
Es sede de eventos tecnológicos, como
- Editatones
- Debian Day
- Software Freedom Day
- Festival de Cine Creative Commons
- Flisol
- Criptorally

## Reconocimiento
En 2015 recibió el reconocimiento por parte de la cadena alemana Deutsche Welle con el premio Bob en la categoría privacidad y seguridad. 